# Werner Risberg
Oskar Werner Emanuel Risberg, född 1 december 1874 i Stockholm, död i september 1953, var en svensk bruksdisponent och verkställande direktör för Hasselfors Bruks. 
Han var gift med Ellen Swensson och far till länsarkitekten Sten Risberg, affärsmannen Bengt Werner Risberg och bergsingenjören Bo Risberg. Efter avslutade skolstudier arbetade han fram till 1893 som kontorist på ett affärskontor. Därefter studerade han agrikultur i Sverige och Danmark 1893–1894, något som ledde till flera tjänster som lantbruksbokhållare och lantbruksinspektor vid olika större lantbruk. Han blev förvaltare för Rånäs bruk i Uppland och föreståndare för lantbruksskolan i Rånäs 1904. När han erbjöds att efterträda Fabian De Geer som ledare för Hasselfors bruk 1907 accepterade han uppdraget och kom att leda bruket fram till 1950 då han efterträddes av sin son Bo Risberg men han kvarstod som ledamot av styrelsen fram till sin död 1953.
Verksamheten under Risbergs ledning innebar en kraftig expansion av brukets verksamhet 1912 köpte man in det närliggande AB Svartå Bruk som följdes med köp av AB Ramnäs Bruk 1917. Under 1921 var bruket verksamt i Hasselfors med sågverk, hyvleri, lådfabrik och ett kraftverk mellan Toften och Teen. I Svartå drev man ett järnverk och vid Ramnäs bedrevs järnverks och sågverksverksamhet dessutom anlades torvfabriker i Porla och Stockås. Totalt var omkring 1100 personer anställda i dessa verksamheter till det kom något 100-tal säsonganställda i torvbrytningen.
Vid sidan av sin tjänst vid Hasselfors var han verkställande direktör för  Porla Brunns AB från 1917 fram till 1943 då det stängdes efter att badhuset brann ner. Under hans tid vid Hasselfors moderniserades jordbruket vid Bålby och Träntorp som blev känt för sin kreatursavel med försäljning av ungdjur över hela norden.
Han valdes in som ledamot av Kungliga Skogs- och Lantbruksakademien 1932 och var fullmäktig av Jernkontoret samt under ett flertal år ordförande i kommun- nämnden och styrelsen i Skagershults socken, dessutom var han styrelseledamot eller ordförande i ett flertal föreningar, organisationer och företag utanför Hasselfors gruppen.
Risbergs var till sin natur en handlingskraftig man och när andra världskriget bröt ut saknade han förtroende för att Per Albin och samlingsregeringen skulle klara försvaret av Hasselfors. Han vände sig därför till Bofors för att köpa två stycken 20mm automatkanoner M/40. Han får beskedet från Bofors att de inte kan leverera vapen till privata kunder utan tillstånd från Försvarsdepartementet. Risberg vänder sig i mars 1940 till Hans Majestät Konungen där han anhåller om att få köpa två kanoner vilket beviljades av Per Edvin Sköld i april månad. Kanonerna inklusive 16 magasin och reservdelar levererades årsskiftet 41-42 efter att Risberg betalat 37520 kronor. Efter leveransen blev kanonerna inlåsta i ett förråd på industriområdet.
Risberg var riddare av Nordstjärneorden och Vasaorden.